# Облога Малакки (1568)
Облога Малакки — напад на місто Малакка, що перебувало на той час під контролем Португальської імперії, військ суматранського Султанату Ачех на чолі з султаном Алауддіном аль Кахар в 1568 році.

## Передумови
Малакка була завойована португальцями на чолі з Афонсу де Албукеркі в 1511 році. Після ліквідації португальцями Малаккського султанату, на чільні позиції в регіоні вийшли малайський султанат Джохор, заснований нащадками сутана Малакки і султанат Ачех з північної Суматри. Між ними і португальцями в Малакці точилась гостра боротьба за контроль над торгівлею і судноплавством через Малаккську протоку.
Напад на португальську Малакку військ султанату Ачех в 1568 році став результатом панісламського союзу, створеного з метою вигнання португальців з їх опорних баз на Малайському архіпелазі та в Індії. Османська імперія відправила в Ачех флотилію і постачала союзу гармати, але не змогла забезпечити більшої допомоги через те, що в цей час її головна увага була приділена організації османського вторгнення на Кіпр і придушенню повстання в Адені.

## Напад
Султан Ачеху Алауддін аль Кахар зібрав велику армію, що складалася з флоту довгих гребних кораблів галерного типу, 15 000 військових і османських найманців.
Місто Малакка успішно захищав португальський гарнізон на чолі з Леоном Перейра, який отримував допомогу від султанату Джохор.

## Наслідки
Не дивлячись на відчутну поразку в 1568 році, протягом наступних років відбулись інші спроби нападів ачехців на Малакку, з них особливо потужний в 1570 році.
Напади на Малакку послабили позиції Португальської імперії в південно-Східній Азії. Внаслідок такого послаблення у 1570-х роках султан Тернате на Молуккських островах зміг вибити португальців з островів прянощів.